# Angela Goodwin
Pour les articles homonymes, voir Goodwin.
Angela Goodwin, de son vrai nom Angela Bucci, née le 1er août 1925 à Rome et morte le 25 mars 2016 dans la même ville, est une actrice italienne.

## Biographie
Elle était mariée avec Franco Giacobini.
Elle meurt le 25 mars 2016, à l'âge de 90 ans.

## Filmographie partielle
- 1970 : Venez donc prendre le café chez nous (Venga a prendere il caffè da noi) d'Alberto Lattuada
- 1975 : Comme il est doux de mourir assassiné (Quanto è bello lu murire acciso) d'Ennio Lorenzini
- 1975 : Mes chers amis (Amici miei) de Mario Monicelli
- 1976 : Una vita venduta d'Aldo Florio
- 1977 : Les Passagers de Serge Leroy
- 1978 : Goodbye et Amen (Goodbye e Amen) de Damiano Damiani
- 1979 : Le Pré (Il prato) de Paolo et Vittorio Taviani
- 1980 : Le Jardin d'Éden (エデンの園, Eden no sono?) de Yasuzō Masumura
- 1982 : Mes chers amis 2 (Amici miei atto II) de Mario Monicelli
- 1982 : Di padre in figlio de Vittorio Gassman et Alessandro Gassmann
- 1983 : Sing Sing de Sergio Corbucci
- 1984 : Aurora (Qualcosa di biondo) de Maurizio Ponzi
- 1985 : La donna delle meraviglie d'Alberto Bevilacqua
- 1987 : Julia et Julia (Giulia e Giulia) de Peter Del Monte
- 1989 : Modigliani
- 1990 : Alberto Express d'Arthur Joffé
- 2002 : Ginostra de Manuel Pradal
- 2005 : Les Conséquences de l'amour (Le Conseguenze dell'Amore) de Paolo Sorrentino
- 2007 : Il nascondiglio de Pupi Avati